# Achille Marozzo

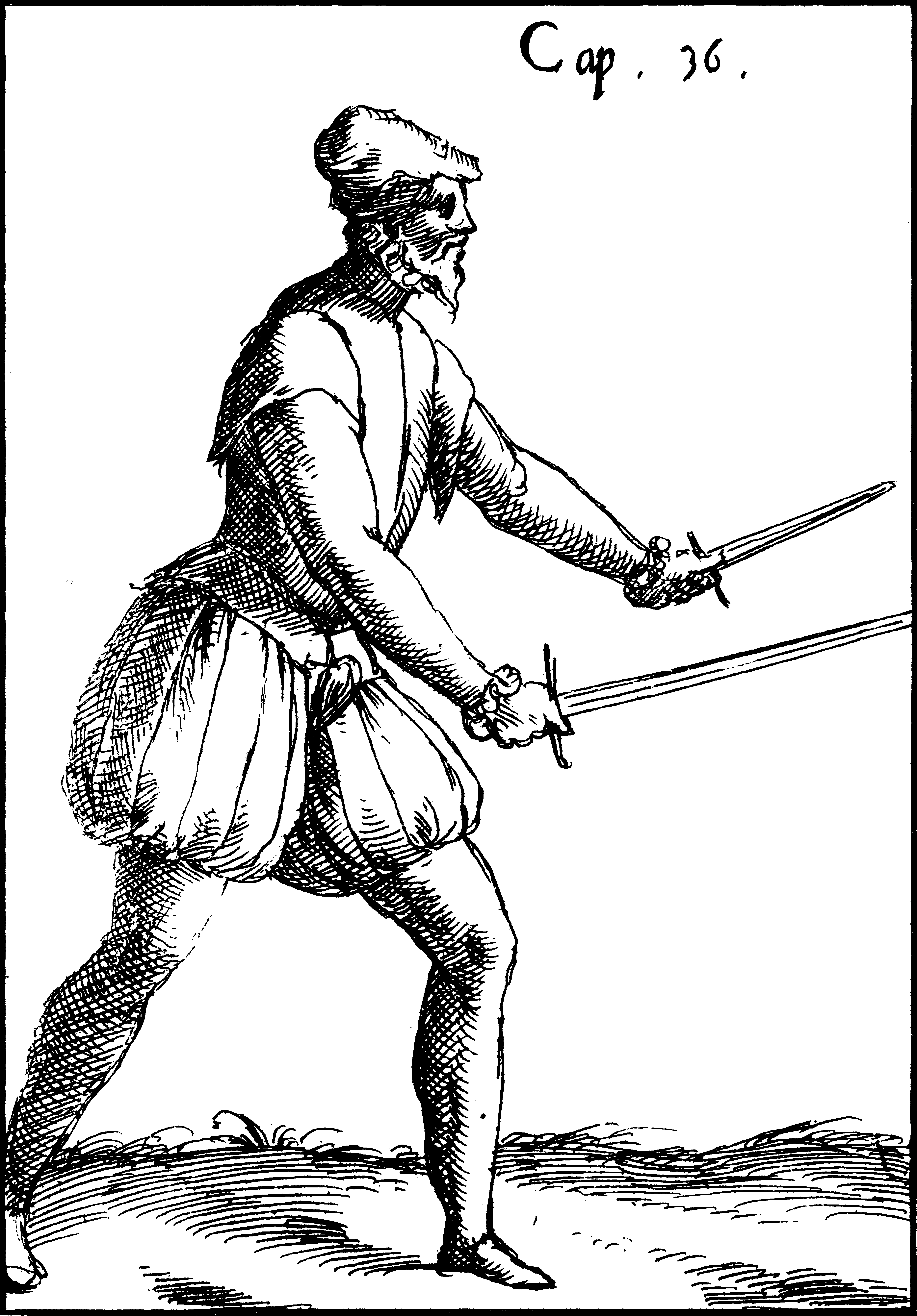
Abbildung aus Opera Nova: Kampf mit Schwert und Parierdolch

Achille Marozzo (* 1484; † um 1550) war ein italienischer Fechtmeister. Er war einer der ersten berühmten Fechtmeister aus Bologna.

## Leben und Wirken
Sein Werk Opera Nova de Achille Marozzo, Bolognese, Maestro Generale, de l’arte de l’Armi (etwa „Neues Werk des Achille Marozzo aus Bologna, Meister der Waffenkunst“) erschien 1536. Dort beschreibt Marozzo den Kampf mit Schwert allein sowie begleitet mit Parierdolch, mit Schild, mit um den Arm gewickelten Mantel, mit zwei Schwertern, mit einem Zweihänder, mit Stangenwaffen sowie den unbewaffneten Kampf. Zudem widmet er sich in einem Kapitel den rechtlichen Belangen eines Duells. Das Werk wurde 1550 und 1568 neu aufgelegt und gilt als das erste Fechtbuch mit einer relativ großen öffentlichen Verbreitung. Es war zudem das erste Fechtbuch, welches sich systematisch und theoretisch dem Fechten widmete. Während frühere deutsche Fechtbücher z. B. von Hans Talhoffer nur die Kampftechnik abbildeten, beschreibt Marozzo darüber hinaus auch die Haltung der Waffe sowie verschiedene Grundpositionen.
In der Auflage von 1568 wurden die Holzstiche durch Kupferstiche von Giovanni Battista Fontana und seinem Bruder Giulio Fontana ersetzt.
Im Bereich der HEMA-Bewegung (HEMA - Historical European Martial Arts / auf Deutsch auch: „Historisches Fechten“), welche historische europäische Fecht- und Kampfstile rekonstruiert und praktiziert, gibt es inzwischen europaweit mehrere Vereine, die sich der sogenannten „Bologneser Schule“ und damit auch den Werken Achille Marozzos widmen. Darunter in Italien, Österreich und Finnland.

## Werke
- Opera Nova de Achille Marozzo, Bolognese, Maestro Generale, de l’arte de l’Armi, 1550, Online.